# White park
Pour la race sans cornes, voir British White.
La White Park est une race bovine britannique ancienne dont l'origine est attestée depuis plus de 1 000 ans et qui est potentiellement mentionnée dans des légendes irlandaises deux fois plus anciennes.
Ce sont de grandes bêtes assez semblables au blanc britannique et aux taureaux blancs de Chillingham, mais avec des cornes inclinées noires et courtes.
Les White Parks sont élevées uniquement dans de rares fermes en Angleterre et aux États-Unis.

## Origine

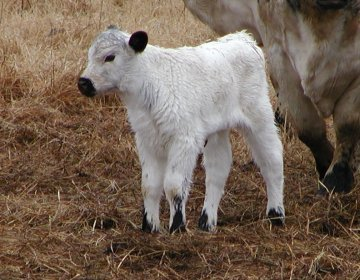
Jeune veau White park.

Les bovins blancs sont connus depuis la nuit des temps dans les Îles Britanniques.
Cette race en est issue, préservée des croisements par son élevage en autarcie dans des parcs depuis le XIIIe siècle. À partir du XVIIIe siècle, la population est croisée ou remplacée par du bétail sélectionné sur une meilleure productivité. 
Au début du XXe siècle, il n'en subsiste que six élevages, dont quatre sous forme domestiquée et deux sous forme sauvage : Vaynol et Chillingham. Ces deux derniers donnent deux races distinctes en 1973 à la création du RBST (Rare Breed Survival Trust), l'organisme de sauvegarde des races menacées.
En 1997, la population se montait à 337 femelles et 37 mâles. 
96 % des femelles produisent la race pure et le nombre d'élevages dépasse dix, soit autant d'indices que la race est sauve. 
Dans les années 1930, un petit troupeau a été envoyé au zoo du Bronx aux États-Unis. Il a été ensuite cédé à un ranch, le zoo ne souhaitant pas accueillir d'animaux domestiques. Actuellement, quelques élevages subsistent aux États-Unis.

## Morphologie
Elle porte une robe blanche avec des muqueuses noires : mufle, tour des yeux, oreilles, fouet de la queue, sabots. Ses cornes sont en lyre haute. Ce sont des animaux de taille moyenne avec des poids de vache de 650 kg et 1 000 kg pour les taureaux pour 132 et 146 cm respectivement.

## Aptitudes

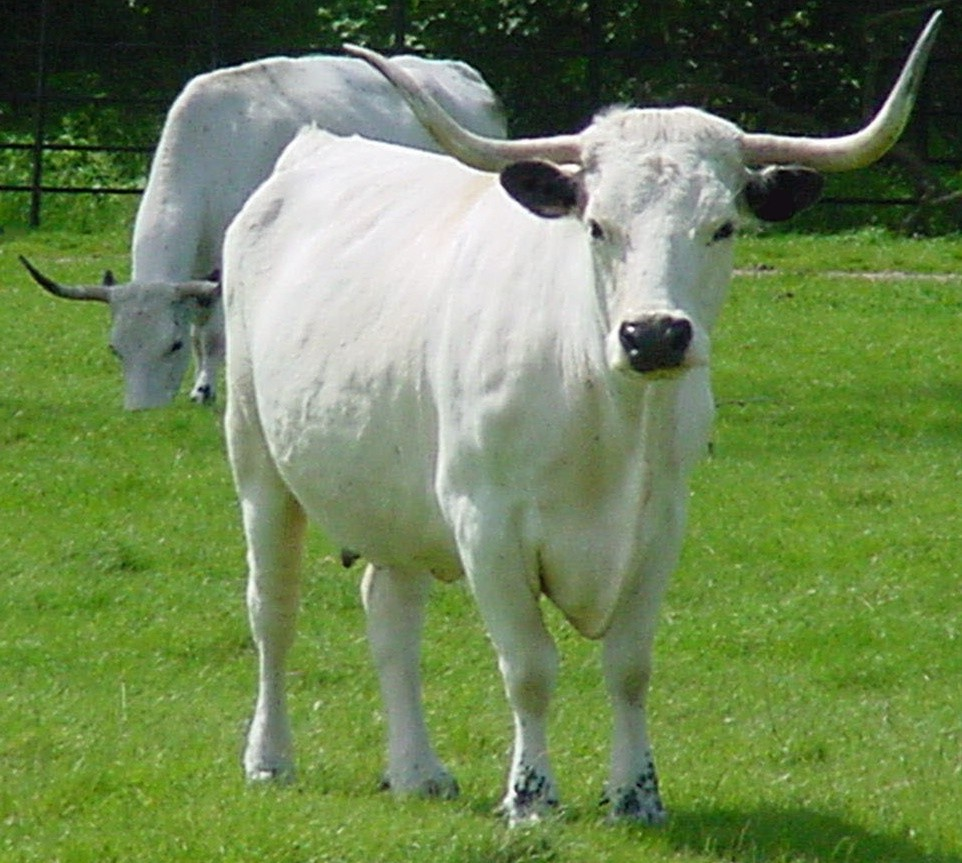
Vache à cornage de belle taille

Elle est élevée pour sa viande et son travail d'entretien de l'espace naturel. La viande est savoureuse et tendre. C'est une race rustique, adaptée à l'élevage en plein air total. La vache vêle aisément et le veau grandit vite. La maturité sexuelle est précoce. 